# 赛拉兹兰
赛拉惹兰（1951年1月21日—），马来西亚政治人物，为土著团结党党员。2008年马来西亚大选时，代表国民阵线当选为玻璃市新路的州议员兼行政议员，主管投资、贸工、科技、企业发展与国际关系 。他曾于2004年至2008年担任亚娄国会议员。2018年7月15日，赛拉兹兰及同是前玻璃市州行政议员的杰菲里正式获得土著团结党接纳其入党申请。